# Teberga
Teberga (Teverga en castellà) és un conceyu de la Comunitat Autònoma del Principat d'Astúries. Limita al nord amb Belmonte de Miranda, Grau, Yernes y Tameza, i Proaza; al sud amb Lleó, a l'oest amb Somiedo i a l'est amb Quirós i Proaza.
Antic conceyu minaire, actualment basa la seva economia en l'agricultura i en l'emergent turisme, sobretot amb la recent inauguració del Parc de la Prehistòria. En la seva accidentada geografia destaquen la peña Sobia amb unes impressionants parets verticals de pedra calcària i el Camí ral del Port de la Mesa.

## Història

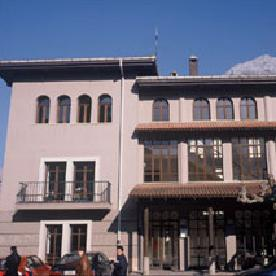
Ajuntament de Teberga

### Prehistòria i època romana
Els primers vestigis d'ocupació humana trobats a Teberga, pertanyen a l'etapa neolítica. Concretament s'han trobat diverses mostres tumulares en Cueiro, Santa Cristina, Sobia i el Cordal de La Mesa. D'una major magnitud són les pintures trobades als Abrics del Fresnedo, on es representen més de 50 imatges de difícil interpretació. Es creu que aquests gravats corresponen a una etapa transitòria entre l'edat del bronze i l'edat del ferro. Dels assentaments castrenys es té notícia de diversos castros repartits per tot el territori com els trobats al Pic de La Peña, la Cogonilla, la Cogolla i el Castell de Trescuro.
A l'època de la dominació romana, cal dir que Teberga va ser una de les zones que més aviat es va romanitzar, conservant-se alguns trossos d'una antiga calçada, el Camín de la Mesa, que creuava el municipi per a passar a l'altiplà. També van ser trobades diverses monedes romanes que tenien encunyades la imatge de l'emperador August.

### Època medieval
Les primeres notícies documentades de Teberga, se situen entorn dels segles x i xiii, i fan referència a la donació a l'església d'Oviedo de diverses terres i edificacions de Teberga. Així, podem nomenar l'efectuada per la Comtessa d'Aldanza que va cedir el monestir de San Pedro de Teberga, o la donació de la vila d'Entralgo per part de Flámula Jiménez. Durant tot aquest temps Teberga experimentà una gran expansió econòmica i demogràfica, principalment en el segle xii.
Teberga es converteix d'aquesta manera en un conceyu del bisbat, estant sotmesa al poder eclesiàstic, que nomenava un jutge per l'estat noble i designava a cinc escrivans. Aquesta situació perdura fins a 1579, data en la qual el rei Felip II va posar en pràctica una desamortització i va vendre tots els conceyos dels bisbats als seus habitants.
El segle xix fou de gran importància per al conceyu. Primer per la lluita i defensa que van fer els habitants de Teberga del seu territori en la guerra del Francès contra les tropes franceses. I segon per la incorporació al municipi en 1827 de l'antic vedat senyorial de Yermo de Focella, que gaudia de privilegis importants gràcies a una dispensa atorgada pel rei Beremund III de Lleó.
Finalment en aquests temps més recents Teberga viu un període de llums i ombres. Llums gràcies al funcionament i engegada de diverses indústries extractives en el conceyu, que va arribar a convertir a Teberga en un gran territori, i ombres a causa de la decadència que va sofrir dit sector a partir de la dècada dels setanta del segle xx, i que va provocar un èxode de joventut cap a altres parts d'Astúries. Afortunadament, sembla que el turisme està canviant de nou el panorama, tenint-se unes perspectives bastants bones tot el territori de Teberga.

## Geografia
Des del punt de vista geològic Teberga és un compendio de tots els períodes i terrens, podent trobar calcàries de muntanya en la seva part oriental i en el nord-oest (Cueiro). Al sud, en el port Ventana trobem els dos períodes carbonífers. A l'oest tot el terreny pertany al silurià, amb predomini de la pissarra i una mica de quarsita. Finalment a Garrafa, Trobaniello i Collada vam trobar els diferents períodes, el silurià, el devonà i carbonífer superior.

### Topografia
De la seva topografia cal indicar que Teberga és un conceyu eminentment muntanyenc i amb forts pendents, sobre les quals s'obren tres valls profundíssims (Valdesampedro, Valdesantibanes i Valdecárzana) en els quals s'assenten la major part de la població. Envoltant aquestes valls, vam trobar les elevacions més importants, destacant en la seva part oriental la serra de Sobia, al sud les forests de Carroceda, a l'oest el cordal de La Mesa i al nord la forest de Peña Cruzada, Santa Cristina i el port de Marabio. Les seves elevacions més elevades es troben en la seva part meridional amb altituds que voregen els 2.000 metres com els becs de La Ferreirua, Piedras o Las Navariegas.

### Hidrografía
Quant a la seva xarxa hidrogràfica parlarem dels tres rius que donen nom a les valls. El Valdesampedro, neix a Ventana, d'on descendeix i recull al seu pas les aigües del reguer de la Magdalena, El Valdecárzana agafa al seu pas les aigües del rierol de Vigidel i en el Valdesantibanes van a parar els reguers de Taja, Riomayor i Estopo. Aquests tres accidents fluvials van a unir-se en la localitat de Entralgo constituint el riu Teberga.

### Clima
El seu clima, com és de suposar ve determinat per les característiques orogràfiques del sòl, tenint les zones de les valls unes temperatures més suaus i agradables, gaudint-se aquí d'uns estius secs i càlids. A mesura que el terreny es va elevant les temperatures descendeixen notablement, arribant a produir-se nevades copioses en èpoques hivernals. Una característica climàtica de la zona és la situació que es dona d'inversió tèrmica, produint-se un descens de temperatures i una abundància de boiras en les vegas més profundes per culpa de l'acumulació de les masses d'aire fred, i un augment del termòmetre en zones més elevades.

### Flora i fauna
La vegetació també és variada, mostrant-se'ns taques boscoses diverses segons l'altura en la qual ens trobem. Així, d'aquesta manera podem trobar-nos amb boscos de faigs en altures compreses entre els 800 i els 1.500 metres. A menor altura veiem taques conjuntes de castanys i roures, així com avellaners i freixes. I en les riberes dels rius també observem espècies tals com verns, salguers i salzes. La seva fauna s'ha anat a poc a poc deteriorant amb la pèrdua d'algunes espècies, però cal dir que Teberga sempre es va caracteritzar per tenir abundància de senglars, llebres, cabirols, galls fer, llops i ossos, animals aquests que estan protegits, car són representatius de la història del Principat. Actualment una sendera, la Sendera de l'Ós, ha estat dedicada en el seu honor, i recorre els conceyos de la Vall del Trubia a través de l'antiga caixa del ferrocarril.

## Parròquies
El conceyu de Teberga està dividit en 13 parròquies:
- Barriu
- Carrea
- La Foceicha
- La Plaza
- Parmu
- Rieḷḷu
- San Salvador d'Alesga
- Santianes
- Taxa
- Torce
- Urria
- Viḷḷamayor
- Viḷḷanueva

## Parc de la Prehistòria

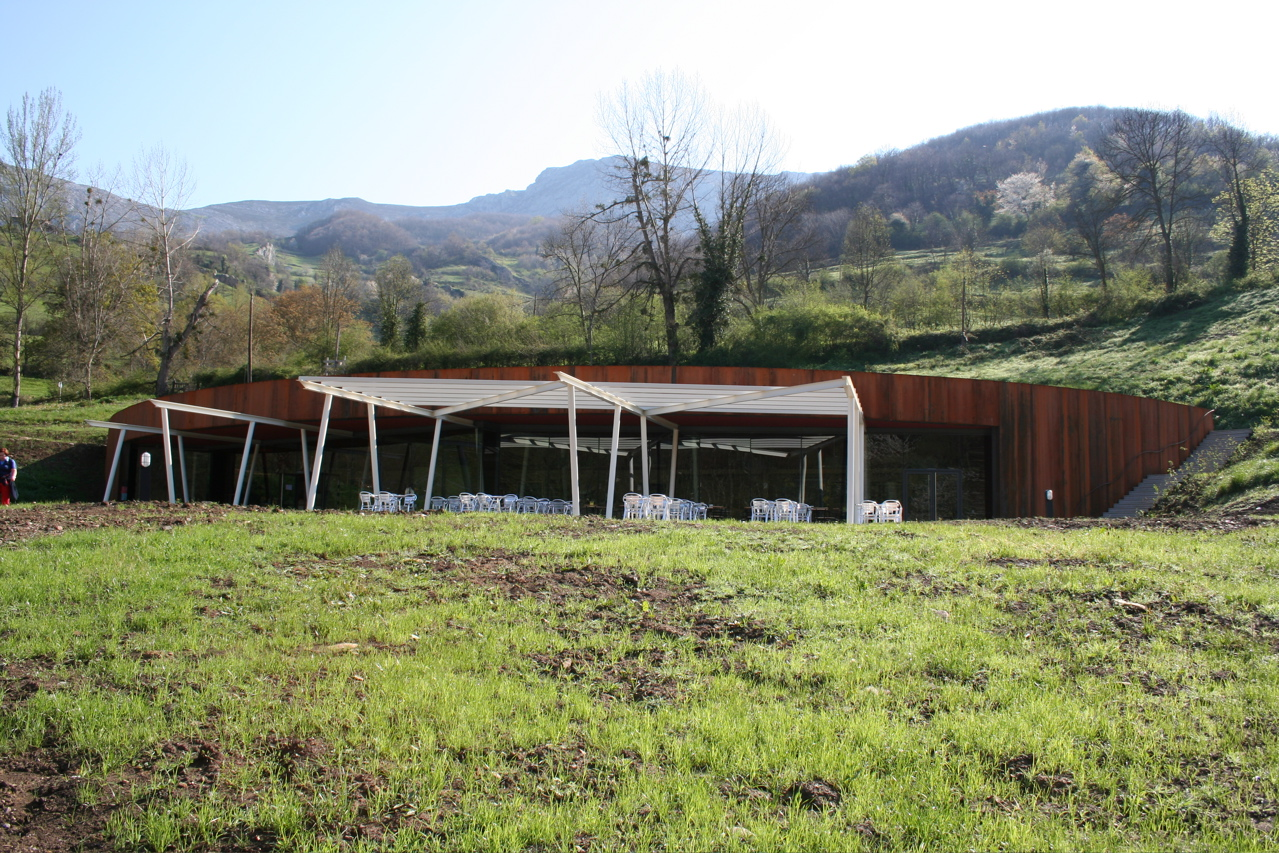
Àrea de recepció del Parc

El parc de la prehistòria de Teberga està situat a l'entrada de la localitat asturiana de San Salvador de Alesga al conceyu de Teberga. Aquest parc inaugurat el 24 de març de 2007 és una representació de les coves més famoses d'art rupestre del món, centrat sobretot en l'arc atlàntic. Estan representades Altamira, Covalanas, Lascaux, Niaux, Chauvet, Tito Bustillo, Candamu, Covaciella i Llonín.
El parc posseeix dues àrees expositives: La galeria i la Cova de Coves. Ambdues instal·lacions, així com la zona de serveis, que consta de cafeteria i botiga, estan integrades en el paisatge natural i d'elles només sobresurten en el relleu les entrades, quedant la resta de cadascuna de les instal·lacions sota terra. Aquest Parc de la Prehistòria de Teberga, representa al costat del Museu Juràssic d'Astúries (MUJA) l'exponent dels nous museus asturians: moderns, interactius, dinàmics, emmarcats en paratges rurals de gran bellesa natural, amb facilitat d'accessos i instal·lacions suficients per a respondre a les necessitats dels visitants.

## Evolució demogràfica
Teberga, de la mateixa manera que els altres conceyos que conformen la vall del Trubia, s'ha caracteritzat per una pèrdua gradual i progressiva d'habitants durant les últimes dècades del segle xix i principis del xx. Així, des que a mitjan segle xix s'arribés a la cota més alta amb una xifra que s'aproximava a 6.000 habitants, la disminució d'efectius s'ha fet notar cada vegada en major mesura. Les causes d'aquest continu despoblament podem trobar-les en la crisi que va assolar tot el sector miner i que va conduir a la població més jove a buscar-se un futur molt més encoratjador en altres zones de la regió.
Malgrat tot i en contra del que està succeint en altres conceyos muntanyencs asturians, Teberga no mostra unes estructures demogràfiques molt alterades, presentant-se una població no molt envellida i tenint un equilibri quant als sexes. Tot això té la seva explicació en les altes taxes de natalitat que es van generar durant els bons temps de l'extracció minera. Actualment la població es concentra en el fons de les valls, on es donen unes millors condicions per a la vida humana, sent les localitats de La Plaça, San Martín i Entrago les quals concentren el major nombres d'efectius. Encara es poden veure en les muntanyes del conceyu antics assentaments que s'utilitzaven en les èpoques estiuenques i que servien per a habitatge mentre els animals pastaven pels vessants. Aquests assentaments són les famoses "Brañas".

## Economia
Quant a la seva activitat econòmica, Teberga representa el continu canvi dintre dels sectors, veient com el sector secundari, gràcies a les seves indústries extractives, va mantenir durant molt temps el comandament econòmic, per a passar-lo més tard al sector agropecuari, que és el qual domina en l'actualitat, però observant com el sector terciari ve empenyent amb molta fermesa per a ocupar dita posada. Així tot, avui el qual genera el major nombre d'ocupacions és el sector primari, representant un 57,01%. La ramaderia és l'activitat que concentra la gairebé totalitat de l'ocupació, treballant les diferents explotacions amb el bestiar boví, amb una clara orientació cárnica, i amb un predomini gairebé absolut de la raça Asturiana de les Valls, de gran qualitat cárnica. El cultiu de les terres, bàsicament està dirigit cap a l'autoconsum.
El sector secundari genera un 6,43% de les ocupacions locals, generant encara les indústries mineres la major part d'ells, encara que no en tanta quantitat com en el passat. Des del segle xix ja van tenir importància aquestes indústries amb la creació de la primera d'elles, però és a partir de començaments del segle xx, amb la posada en funcionament de la Societat de Mines de Teberga, quan realment adquireixen importància en tot el conceyu, arribant a treballar en elles a mitjan segle més de 800 persones. Actualment i per causes ja comentades, aquest treball ja no representa la major riquesa del municipi. Finalment, el sector terciari dels serveis és l'únic que veritablement creix, ocupant avui dia al 36,56% de la població activa. El turisme és el gran impulsor d'aquest canvi, estant dotada tota Teberga d'unes magnífiques instal·lacions per a gaudir d'un turisme rural de qualitat, podent delectar-se amb la naturalesa que presideix tota la zona.

## Política
Al conceyu de Teberga, des de 1979, el partit que més temps ha governat ha estat el PSOE, que ho fa des de 1983 (vegeu Llista d'alcaldes de Teberga). L'ajuntament actualment correspon a la socialista María del Carmen Fernández Alonso.
|      | PSOE | IT | PP | IU-BA | Altres | Total |
| ---- | ---- | -- | -- | ----- | ------ | ----- |
| 2003 | 4    | -  | 4  | 3     | 0      | 11    |
| 2007 | 4    | 3  | 1  | 1     | 0      | 9     |

## Personatges il·lustres
- Xosé Lluis García Arias, escriptor i filòleg